# طهر (حيوان)
الطهر حيوان ثديي مجتر من فصيلة البقريات، كان حتى فترة قريبة يصنف من ضمن جنس طهر الهيمالايا، إلا أن الدلائل الحديثة أظهرت أنه يُشكل جنساً خاصاً به. الطهر ثلاثة أنواع من ذوات أحافير أسيوية كبيرة وذات صلة بالماعز البري.

## النطاقات
الطهر العربي في عمان والطهر النلجيري في جنوب الهند لديها نطاقات صغيرة تجعلها معرضة لخطر الإنقراض، أما طهر الهيمالايا فهو لا يزال واسع الإنتشار نسبيا في جبال الهيمالايا وقد أدخل في جبال الألب الجنوبية في نيوزيلندا